# 柳芳 (光緒進士)
柳芳（？—？），廣東省廣州府番禺縣人，清朝政治人物。
光緒六年（1880年）庚辰科進士二甲第90名。同年五月，改翰林院庶吉士。光緒九年四月，散館，著以知县即用。曾任湖北黃岡縣知縣。